# Campylandra
Campylandra es un género con 27 especies de plantas fanerógamas perteneciente a la familia Asparagaceae, anteriormente de las ruscáceas. Son nativas de China.

## Taxonomía
El género fue descrito por John Gilbert Baker  y publicado en Journal of the Linnean Society, Botany 14: 582. 1875.

## Especies seleccionadas
- Campylandra annulata
- Campylandra aurantiaca
- Campylandra cauliflora
- Campylandra chinensis
- Campylandra dasystachys
- Campylandra delavayi
- Campylandra emeiensis[2]